# سوزانا تشافيز
سوزانا تشافيز كاستيلو (بالإسبانية: Susana Chávez)‏ (5 نوفمبر 1974 – 6 يناير 2011) هي شاعرة مكسيكية وناشطة في مجال حقوق الإنسان حيث ولدت وعاشت معظم حياتها في مسقط رأسها سيوداد خواريز.
نُسبتْ إليها عبارة «لا أحد أكثر», حيث استخدمتها منظمات الحقوق المدنية ومؤيدوها المناضلين لتوضيح محنة المرأة في جواريز ووضع حد لموجة عمليات القتل التي تستهدف النساء على وجه التحديد منذ عام 1993.
تم العثور عليها مقتولة ومشوهة في منطقة «كولونيا كواتيموك» من مدينة جواريز حيث ولدت وعاشت معظم حياتها. وقد تم تحديد هوية الرفات بسهولة في 11 يناير من نفس العام. حيث كان عمرها 36 عامًا فقط.

## الحياة والعمل
غزت سوزانا تشافيز عالم الشعر في عمر الحادية عشر. حيث شاركت بصورة دائمة في مختلف المهرجانات الأدبية والمنتديات الثقافية في جميع أنحاء المكسيك. طبقًا للمدونة الشخصية لتشافيز حصلت على شهادة في علم النفس من جامعة سيوداد خواريز (واسج) وكانت أيضا تعد كتاب للقصائد.

## الوفاة
وُجدت تشافيز مخنوقة في مسقط رأسها سيوداد خواريز على الأرجح 6 يناير 2011. وذلك طبقًأ لبيان صدر عن والدتها حيث قالت إن ابنتها كانت ستزور بعض أصدقائها ولكنها لم تصل إلى وجهتها المقصودة. في صباح يوم 6 يناير 2011 عُثر على جثتها ويدها المقطوعة ورأسها مغطى بكيس أسود. يوم 10 يناير تعرفت أسرة تشافيز على الجثة ولكن لم تنشر تلك المعلومات حتى اليوم التالي بعد أن تم الإعلان عن اعتقال ثلاثة أفراد بسبب تورطهم المزعوم في جريمة القتل.
وقال النائب العام لولاية شيواوا كارلوس مانويل سالاس أن اغتيال تشافيز لاعلاقة له بدورها كناشطة حقوقية. وفقًأ لسالاس، لقاء تشافيز بهؤلاء الشباب لم يكن مخططًأ له من قبلهم إنما جاء فقط من أجل التسلية، وبالطبع تم ذلك تحت تأثير المخدرات والكحول.
أعلنت منظمات حقوق الإنسان بأنه (سالاس) أراد إلقاء اللوم على الضحية تشافيز. وقالت نورما ليديزما، منسقة منظمة العدالة لبناتنا، إن مقتل سوزانا شافيز هو جزء من مناخ الإفلات من العقاب المتبع في سيوداد خواريز. وعلى نفس المنوال، أدانت ماريسيلا أورتيز، مؤسس «عودة بناتنا إلى وطنهم»، أن ثقافة التعصب والإفلات من العقاب تشجع أي شخص على ارتكاب أية جريمة. وطالبت منظمة العفو الدولية بإتخاذ إجراءات عاجلة وواضحة.
وأعرب غوستافو دي لا روزا، وهو مسؤول في لجنة حقوق الإنسان التابعة للدولة في تشيهواهوا، عن قلقه إزاء الأحداث الأخيرة مؤكدًا أن غالبية الشعب في خواريز يؤمن أن لامكان للجريمة إلا للجريمة المنظمة. ومع ذلك، فإنه سيحافظ على موقفه كما هو، مؤيدًا موقف الشعب الذي يعيش في دولة تعمها الجرائم الفوضوية حيث تعرف بالكتلة وهي مجموعة اجتماعية مدنية تهيمن على المناطق لا تتمكن الحكومة من السيطرة عليها. ونتيجة لذلك ينتمي هولاء القاصرون الثلاثة المحتجزون إلى هذه المجموعة المهمشة اجتماعيا والتي اعتادت سوزانا العمل معها ضمن جهودها الإنسانية.
بعد إالقاء القبض على هؤلاء الشبان اتضح أنهم ينتمون إلى عصابة لوس ازتيكاس والمعروفة بجرائمها العنيفة والخطيرة وانهم كانوا تحت تأثير المخدرات والكحول. علمت سوزانا من قبل بانتمائهم لهذه العصابة فهددتهم بالشرطة فقتلوها.
في عام 2013 وقعت محكمة الأحداث أقصى العقوبة لقتلة سوزانا وهي السجن خمسة عشر عامًا.

## إرث
في صيف 2016 قامت مظاهرة بعنوان نيونامينوس حول حقوق المرأة في مدينة بيرو. أطلقت هذه المظاهرة السيدة سيندي أرليت كونتريراس باوتيستا، لكن سميت نيونامينوس إشارة إلى حياة ومقتل سوزانا تشافيز.